# Ignazio Donati
Pour les articles homonymes, voir Donati.
Ignazio Donati (né à Casalmaggiore, dans la province de Crémone vers 1570 – mort à Milan le 21 janvier 1638) est un compositeur italien. Il a été un pionnier du « motet concertato ».

## Biographie
On connait peu de choses de sa jeunesse, mais il doit avoir eu une formation musicale approfondie. La liste de ses postes dans les différentes cathédrales italiennes est bien documentée: il a travaillé à Urbino, Pesaro, Fano, Ferrare, Casalmaggiore, Novara et Lodi, et finalement a obtenu une place prestigieuse à la tête de la chapelle musicale de la cathédrale de Milan en 1629, poste qu'il a gardé jusqu'à sa mort à l'exception d'une brève interruption.

## Œuvres
Donati a écrit des concertos sacrés, des motets, des messes et des psaumes. La majeure partie de la production de Donati est faite de musique sacrée et son style tend à la joie, à la légèreté et à la technique. Il a écrit des motets en utilisant le nouveau style concertato des compositeurs de l'école vénitienne, même s'il n'en faisait pas partie. La plupart de ses compositions sont à deux à cinq voix avec accompagnement instrumental et continuo. Pour certaines de ses œuvres, comme le livre des Psaumes, il existe différentes versions pour différents types d'exécutions, avec des instruments et des voix différents.
Il a écrit le traité théorique Sacri concentus qu'il a publié à Venise en 1612. Dans ce travail, il définit la pratique vocale du « cantar lontano ».
Dans certaines œuvres, il est allé plus loin et a suggéré des idées pour les différentes manières de les exécuter, tels que chanter en solo certaines pièces ou au contraire utiliser plusieurs chœurs doublés par plusieurs instruments, pour s'opposer à l'utilisation de divers orgues ou pour obtenir un effet différent dans l'exécution. Ce genre de conseils pratiques est rarement rencontré parmi les compositeurs de l'école vénitienne, qui avaient à leur disposition de nombreux orgues, des virtuoses bien payés, mais c'était important pour l'interprétation des orchestres et des chœurs réduits de la petite ville de province où a travaillé Donati.
En plus de ses motets concertatos et autres compositions mixtes voix-instruments, il a écrit quelques messes dans un style relativement conservateur, mais différent du style polyphonique de Palestrina, explorant une voie médiane entre le style ancien et la pratique de l'harmonie plus moderne.

## Source
- (it) Cet article est partiellement ou en totalité issu de l’article de Wikipédia en italien intitulé « Ignazio Donati » (voir la liste des auteurs).